# Pfarrkirche Wolfau

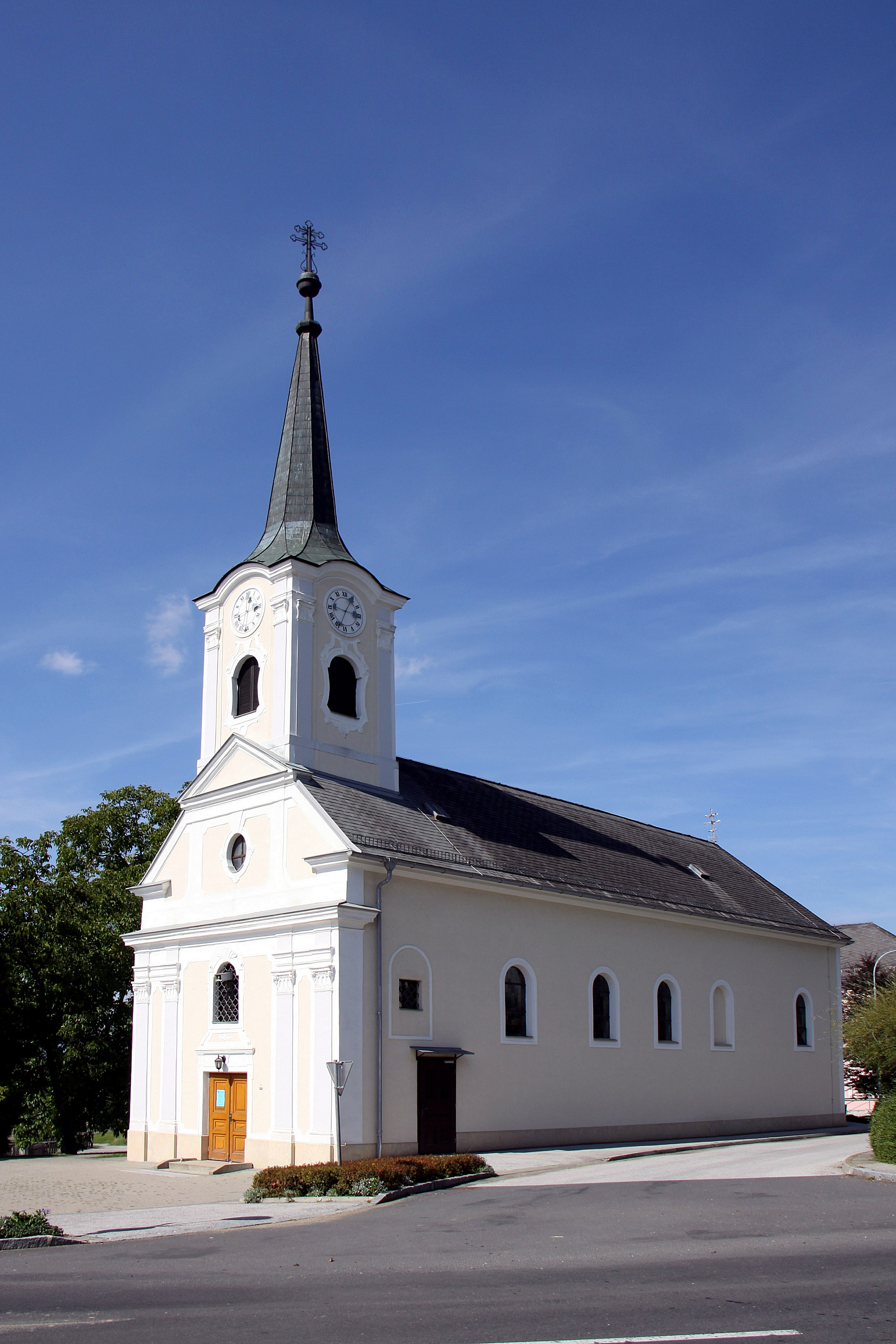
Katholische Pfarrkirche Hl. Dreifaltigkeit in Wolfau

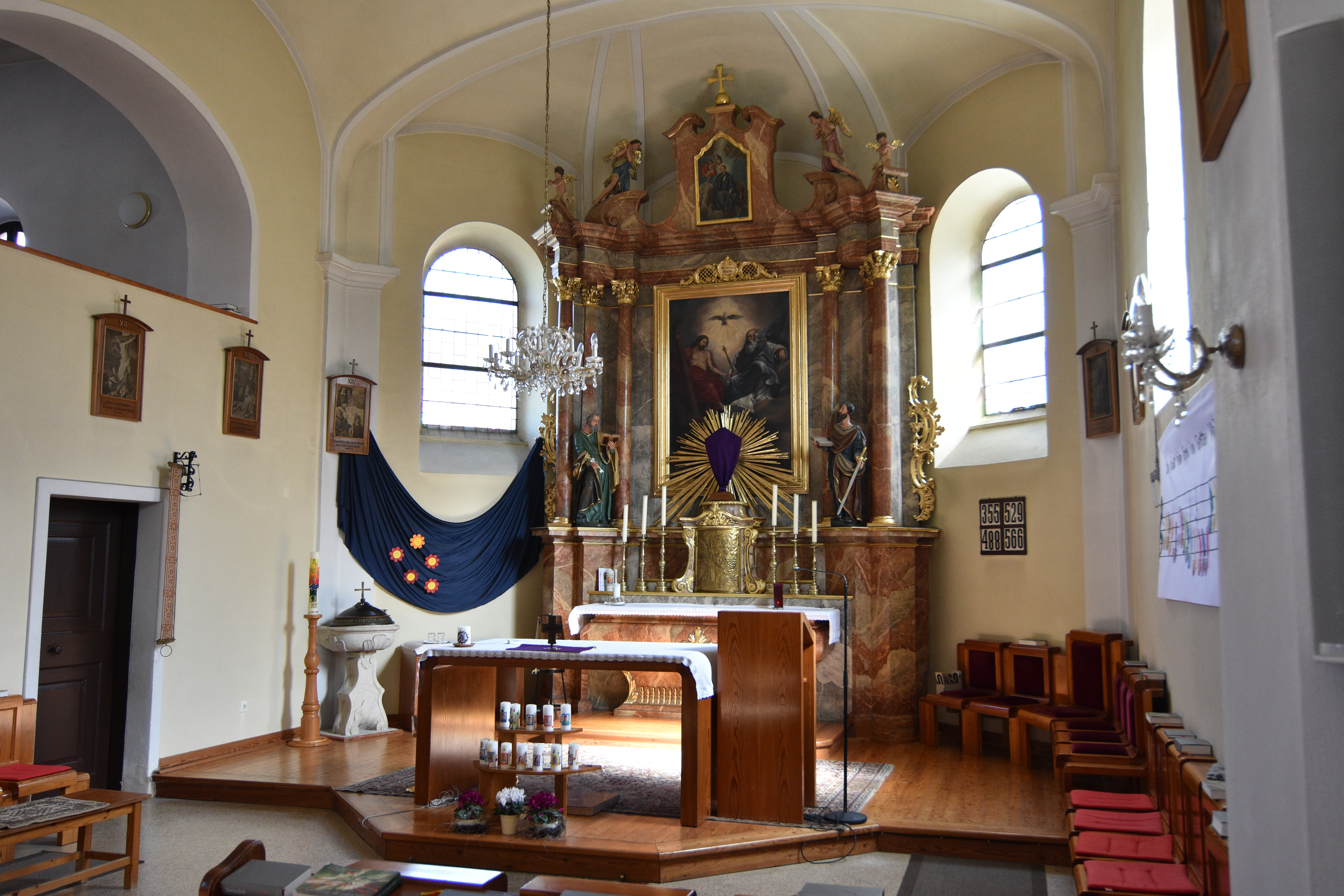
Der Altarraum

Die römisch-katholische Pfarrkirche Wolfau steht in der Gemeinde Wolfau im Bezirk Oberwart im Burgenland. Sie ist der Heiligen Dreifaltigkeit geweiht und gehört zum Dekanat Pinkafeld in der Diözese Eisenstadt. Das Bauwerk steht unter Denkmalschutz (Listeneintrag).

## Geschichte
1674 wird die Pfarre erstmals urkundlich erwähnt. Der heutige Kirchenbau wurde im Jahr 1732 erbaut. In den Jahren 1760 bis 1761 wurde die Kirche neu gewölbt. In den Jahren 1765 bis 1769 wurde die Kirche erweitert und ein Kirchturm gebaut. 1796 bis 1797 erfolgte eine Renovierung und Stuckdekorationen wurden durchgeführt. 1865 wurden das Gewölbe sowie das Dach erneuert. Weitere Restaurierungen erfolgten in den Jahren 1952/53, 1965 und 1971.

## Kirchenbau
Kirchenäußeres
Die Kirche ist ein einfacher Kirchenbau mit Giebelfassade. Über dem südlichsten Joch des Kirchenschiffs erhebt sich ein eingeschoßiger Turm mit Spitzhelm und reichem Stuckdekor. Der Chor, der gleich breit ist, wie das Kirchenschiff endet im 3/8. An der Westseite des Chores schließen die alte und neue Sakristei an.
Kircheninneres
Das kurze, zweigeschoßige Turmjoch ist unten breit tonnengewölbt. Oben ist eine Holzbalkendecke. Über zwei quadratischen Schiffsjochen ist ein flaches Gewölbe#Kreuzgratgewölbe zwischen Gurtbögen. Die Wand ist durch gestufte Pilaster gegliedert. Über dem quadratischen Chorjoch ist Platzlgewölbe. Über der Apsis sind Kappen zwischen Gurten. In der Sakristei ist Tonnengewölbe mit Stichkappen. An der ehemals freistehenden Südwand ist eine Stuckkartusche mit der Jahreszahl 1797.

## Ausstattung
Der Hochaltar wurde 1752 aufgestellt und 1902 nach einem Brand sowie 1952 umgestaltet. Der Tabernakel stammt aus neuerer Zeit. Der Altar besteht aus einer Retabelwand mit vorgezogenen Säulen und geschweiftem Aufsatz. Das Altarbild zeigt die Heilige Dreifaltigkeit. Es wird von gut gearbeiteten Holzfiguren der Heiligen Petrus und Paulus flankiert. Sie wurden 1769 von Johann Hilt aus Hartberg gefertigt. Das Aufsatzbild zeigt den heiligen Ägidius. Das Bild stammt aus dem dritten Viertel des 18. Jahrhunderts. An der östlichen Wand des Kirchenschiffs steht der Kreuzaltar. Auf ihm ist ein Kruzifix aus der Mitte des 18. Jahrhunderts in guter Qualität. Die Seitenfiguren stellen die heilige Maria und den heiligen Johannes dar. Die Figuren wurden zwischen 1770 und 1780 gefertigt und später neu gefasst. In der Sakristei steht ein klassizistischer Schrank. Er wurde 1806 von Joseph Huml aus Harberg geschaffen.